# Kwadrofonia
Kwadrofonia (pot. kwadro) – system czterokanałowej transmisji dźwięku. Był to pierwszy w historii komercyjny system dźwięku wielokanałowego.

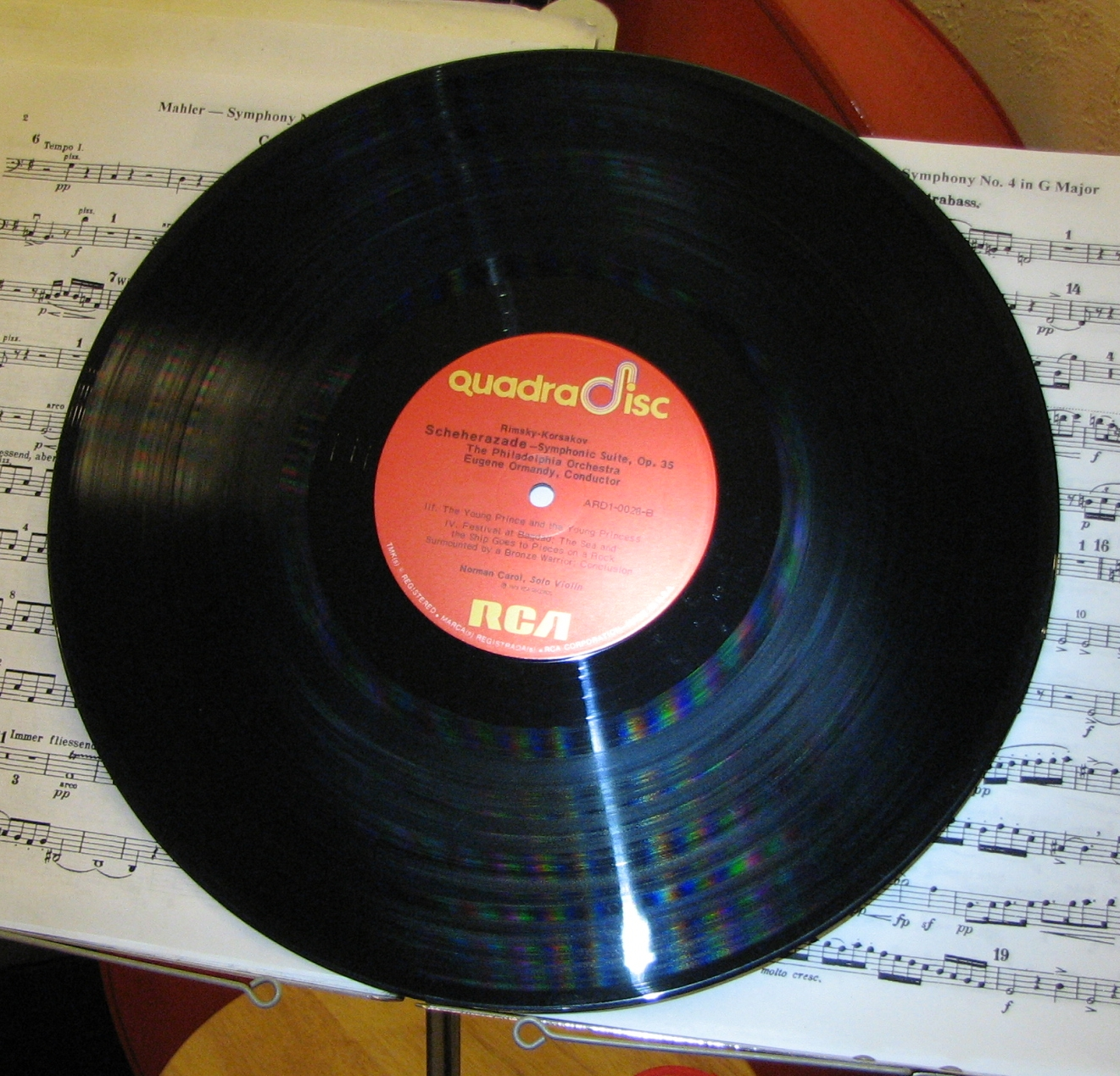
Płyta kwadrofoniczna

Kwadrofonia stanowiła postęp w stosunku do dźwięku stereofonicznego; dzięki dodaniu tylnych głośników (identycznych z przednimi – inaczej, niż w obecnych systemach wielokanałowych) uzyskiwano nie tylko przestrzenność i oddanie akustyki miejsca nagrania, ale też poszerzenie sceny, stworzenie głębi i precyzyjniejszą lokalizację źródeł dźwięku. W przypadku muzyki elektronicznej czy eksperymentalnej pozwalało to na wykorzystanie wcześniej niedostępnych efektów dźwiękowych (klasycznym przykładem jest album Tubular Bells Mike'a Oldfielda), zaś w przypadku nagrań operowych czy operetkowych umożliwiało umieszczenie słuchacza w centrum akcji, co nie jest możliwe nawet w spektaklach „na żywo”. Mimo to wielu audiofilów zawsze uznawało dźwięk wielokanałowy za sztuczny i gorszy od dobrze zrealizowanych nagrań stereofonicznych.

## Systemy kwadrofoniczne

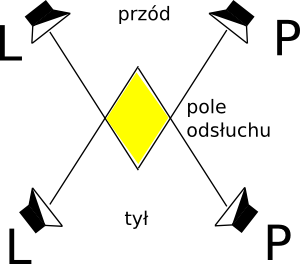
Zasada działania kwadrofonii

Zasadniczo można wyróżnić dwa systemy realizacji nagrań kwadrofonicznych:
- umieszczające słuchacza na miejscu dyrygenta orkiestry symfonicznej (w centrum zdarzenia muzycznego),
- starające się odwzorować akustykę pomieszczenia (sali koncertowej lub wybranej części dowolnej przestrzeni np. skrzyżowania ulic w wielkim mieście).

Pierwszy wariant powoduje ostrą lokalizację pozornych źródeł dźwięku, natomiast drugi nieco rozmytą, ale za to z informacją o ogólnej przestrzeni akustycznej.

## Historia
Pierwsze nagrania kwadrofoniczne pojawiły się na początku lat 70. XX wieku, najpierw w Stanach Zjednoczonych, a później w Japonii oraz Europie Zachodniej (głównie Niemcy Zachodnie). Występowały one zarówno na taśmach magnetofonowych (np. w standardzie Q8), jak i (głównie) na płytach winylowych. Przeprowadzano też próby radiowej emisji dźwięku kwadrofonicznego.
Istniało wiele standardów zapisu dźwięku czterokanałowego, dzielących się na: 
- dyskretne (tzn. w pełni odrębne 4 kanały zapisane na płycie – np. standard CD-4), które zapewniały dobrą separację kanałów, lecz wymagały specjalnych igieł i wkładek gramofonowych
- matrycowe (tzn. kanały tylne zakodowane w ścieżce stereofonicznej – standardy QS, SQ), które dzięki możliwości odtwarzania w wersji dwukanałowej, także na systemach stereo, były dużo popularniejsze.

W Polsce firma Diora produkowała stereofoniczne wzmacniacze elektroakustyczne z modułem dekodującym SQ WKT-101 i WKT 102 oraz amplituner Cezar-quadro. W warszawskich Zakładach Radiowych im. Marcina Kasprzaka w partiach próbnych produkowano kwadrofoniczny magnetofon szpulowy M2406QD.W ŁZR Fonica planowano budowę gramofonu Fonomaster Quattro. Nigdy jednak w Polsce nie została wydana płyta w tym standardzie. Pod koniec lat 70. Polskie Radio Wrocław nadawało dwa razy w tygodniu eksperymentalną audycję kwadrofoniczną w systemie SQ. W bloku wschodnim nagrania kwadrofoniczne realizowała tylko czechosłowacka wytwórnia Supraphon, ponadto pojedyncze płyty na licencji zachodniej wydała radziecka Miełodija i jugosłowiański Jugoton (np. kwadrofoniczna wersja albumu The Dark Side of the Moon).
Na Zachodzie kwadrofonia zdobyła szeroką popularność tylko w Stanach Zjednoczonych, gdzie tego typu nagrania realizowała większość głównych wytwórni muzycznych (RCA, CBS, Columbia, Capitol, ABC). Jednak w Europie jedynym w zasadzie koncernem, w pełni zaangażowanym w kwadrofonię, było EMI, zaś znikome zainteresowanie nowym systemem ze strony wytwórni takich jak Decca, Philips czy Deutsche Grammophon, walnie przyczyniło się do późniejszej klęski.

## Koniec standardu

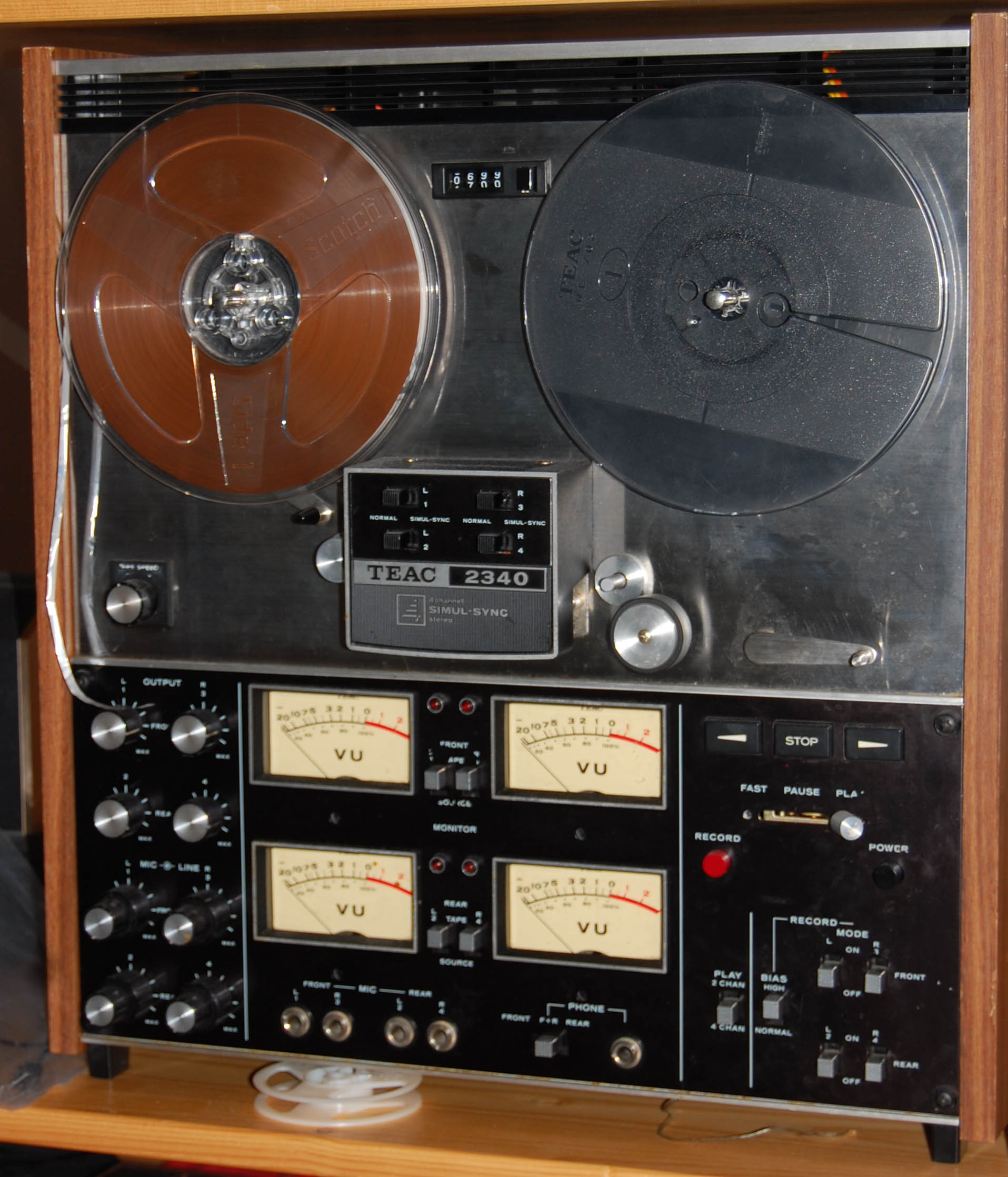
Kwadrofoniczny magnetofon szpulowy

Problem kompatybilności z poprzednimi systemami oraz „wojna” na rynku różnych systemów nagraniowych spowodowała spadek zainteresowania klientów. W porównaniu do stereofonii, system kwadro okazywał się droższy i już pod koniec lat 70. został zarzucony przez wytwórnie nagraniowe.
Dopiero w latach 90. XX wieku rynek na nowo zainteresował się systemami wielokanałowymi – pojawiały się płyty CD zakodowane w standardzie Dolby Surround, a później DTS. Często były to reedycje oryginalnych nagrań czterokanałowych. Zwykle jednak, pomijając nagrania amerykańskie dostosowane dla posiadaczy systemów kwadro, były to już wersje w systemie 5.1.
Jednymi z najciekawszych rozwiązań jest system SACD, z wyższą częstotliwością próbkowania i możliwością zapisu wielokanałowego, oraz konkurencyjny wobec niego, mniej popularny – DVD-Audio. Obecnie dźwięk wielokanałowy dużej rozdzielczości jest standardem na płytach Blu-ray.
Interesujący jest fakt, że wiele obecnych reedycji matrycowych nagrań kwadrofonicznych na płytach CD zawiera (o ile nagranie nie zostało zmiksowane) oryginalny, zakodowany sygnał czterokanałowy – dotyczy to np. wielu nagrań muzyki klasycznej z wytwórni EMI z lat 1972–1978.